# ラクティマプラス!!
『ラクティマプラス!!』は、2008年10月3日から2011年9月30日まで岩手朝日テレビで放送された情報バラエティ番組・ローカルワイド番組。ハイビジョン制作。仙台市を地盤に活動するタレント小山羊右と、同局のアナウンサーが司会を務めた。
本項では、2004年10月から2008年9月まで同局で放送された前身番組『楽茶間』（ラクティマ）についても取り上げる。

## 放送時間

### 楽茶間
- 土曜 12:55 - 13:50（2004年10月 - 2005年9月）
- 土曜 9:30 - 10:25（2005年10月 - 2007年3月）
- 土曜 10:00 - 10:50（2007年4月 - 2008年9月）

### 楽茶間plus!! → ラクティマプラス!!
- 金曜 16:59 - 18:56（2008年10月 - 2009年3月）
- 金曜 17:00 - 18:56（2009年4月 - 2010年3月）
- 金曜 16:59.30 - 19:00（2010年4月 - 同年9月）
- 金曜 16:54 - 19:00（2010年10月 - 2011年3月、2011年5月20日 - ）
- 金曜 15:59 - 16:54（2011年4月22日 - 5月13日[1]）

## 概要
2004年10月に『楽茶間』としてスタート。自社制作番組には消極的だった同局が、開局直後以来久々に取り組む本格的なレギュラー番組であった。同局にはこれまでも自社制作はあったが、いずれも短時間、あるいは外部発注任せだったため、デジタル放送化を控えた同局の「試金石」「起爆剤」的存在の番組として始まった。
司会には、同局でも放送されていた『TVイーハトーブ』などで岩手でも顔の知れた仙台のタレント、小山羊右を起用。取材ものや生中継などで構成された、地方局ではよく見られるオーソドックスな形式の情報番組であるが、小山のキャラクターを生かしたアットホームな雰囲気が売りであった。
当初は1時間番組としてスタートしたが、『ラクティマプラス!!』に改題した後は、全国ニュース（『ANNスーパーJチャンネル』）を挟んでの2時間枠のワイド番組となった。
東日本大震災の発生後は放送を休止していたが、2011年4月22日に再開。一時的に15時59分からの55分間での放送とし、生活情報中心に放送した。5月20日から元の時間帯に戻っている。
同年9月で番組終了。翌10月より、バーチャルスタジオ導入を期に、放送時間を土曜午前に移した新番組「いいコト! 見たい! 知りたい! 出かけたい!」へ発展解消した。

## 沿革
当初は小山と同局のアナウンサー・矢部順子が司会を務めた。「イワテヲオモシロクスルテレビ」をキャッチフレーズに、土曜午後のティータイムに放送された。
放送開始後1年経過した2005年10月には放送時間を午前に移動。
2007年4月からは、すぐ後に放送していた『渡辺篤史の建もの探訪』と放送時間を入れ替え、IBC・TVIの2局のローカル番組との直接対決を回避している。同時にテーマ曲やスタジオセットも一新した。
同年、放送開始以来司会を務めた矢部順子が8月31日付けで退職したのに伴い、9月放送分から2代目司会者に登田真由子を起用。
2007年10月6日よりハイビジョン制作開始。同時にタイトルロゴも一部変更された。
2008年9月27日をもって『楽茶間』としての放送は終了。2008年10月3日からは金曜17時に時間移動し、それまで金曜夕方に放送していた『金曜スーク。』と事実上合体。これに伴い、『楽茶間plus!!』に改題、「知って得する金曜日」をキャッチフレーズに、『スーパーJチャンネル』を取り込み、毎週金曜の夕方ワイド番組としてリニューアル。藤原規衣がサブ司会に加わる。
2009年3月27日の放送をもって、登田真由子が退職に伴い降板。4月3日の放送からは、新たに畑山綾乃が加入。
2010年4月2日の放送から番組内容をリニューアル。それと同時にタイトルがカタカナ表記となり、『IATスーパーJチャンネル ラクティマプラス!!』が正式名称となる。また、藤原規衣がサブ司会に復帰し、それまでスタジオで司会を担当していた中尾考作と畑山綾乃は中継担当となった。
2011年9月30日で放送を終了。金曜夕方の編成は再び東京発の『スーパーJチャンネル』と『IATスーパーJチャンネル』に戻る。

## 出演者

### 司会
- 小山羊右
- 藤原規衣（IATアナウンサー）

### リポーター
- 中尾考作（IATアナウンサー）
- 畑山綾乃（同上）
- 塚本京平（同上）
- 葛巻舞香（モデル事務所STOCK所属）

### 過去
- 矢部順子（司会、2004年10月 - 2007年8月）
- 三浦知華（リポーター、現・竹中知華　NHK沖縄放送局キャスター）
- 斗ヶ澤那美（リポーター、 - 2008年9月）
- 登田真由子（司会、2007年9月 - 2009年3月）

ほか

## コーナー構成

### 現在
中継
県内のイベント会場や観光スポットなどをレポーターが生中継で紹介する。
いわて早出しニュース
オープニング終了後に放送される県内ニュースコーナー。『岩手で一番早い県内ニュース』を謳い文句としている。キャスターは同局のアナウンサーが交代で務める。
ホントのココロ
心理ゲームコーナー。ナレーションは伊波伴准（IATアナウンサー）。
楽オシ!
司会陣が店舗等をレポートする告知コーナー。
楽ワザ!
料理などの生活に役立つ情報を提供する。
答えて!3文字キーワードラリー
番組内で発表される3文字のキーワードを揃えて応募すると、正解者の中から抽選で生電話がかかり、その場でキーワードを答えると商品が当たる。
ANNスーパーJチャンネル（17:54 - 18:17）
全国ニュース。
大人のたしなみ
18時台に設けられた新コーナー。
がんばれ!子育て
同局が2008年秋から取り組む「子育てキャンペーン」と連動したコーナー。
県内ニュース（18時台）
報道フロアから県内ニュースを伝える。内容は基本的に17時台と同じ。
お天気プラス!!
気象情報コーナー。天気に関する疑問・質問やBGMのリクエストを受け付けている。
ラクティマプラス!!α（18:55 - 19:00）
本編終了後の18:55から放送。主にインフォマーシャルと今後の番組紹介。

### 過去
今週のスイーツ
県内の菓子店などで販売されているデザート、甘味を紹介。
口コミ探訪より道マップ
司会の矢部自ら岩手県内各市町村へ出向き、「アポなし取材」でその土地の名物や特徴的な店舗、名所などを紹介する。コーナーの最後にはスタジオで矢部が描いたイラスト地図が披露される。また、取材で手に入れた特産品などが視聴者プレゼントされる。
ドリームチアーズ（不定期）
県内で「がんばっている」店や団体などを取材し、その奮闘ぶりを紹介する。
月刊OH!宝マガジン（月1回程度）
小山が県内各地の名所スポットなどを訪ね歩くコーナー。岩手県（庁）による県政PRコーナー。
特撰!こだわり亭
司会の小山が県内各地の農産物等を拝み倒して収集、その素材を使ってレストランなどで料理を作り、小山が味わうコーナー（まれに一般販売されることもあった）。
おまかせチョイス
新商品、店舗などの紹介コーナー。県内業者だけでなく、東京など県外業者の商品を直接紹介することもある。盛岡市のタウン誌『月刊アキュート』との連動企画も月1回放送される。
マチタン!!
岩手県内で見られる「疑問」「ミステリー」「裏側」を司会陣自らレポートする。番組リニューアルに伴い、2010年3月26日終了。
呑み右日記
司会の小山が県内の居酒屋・飲食店をレポートする。番組リニューアルに伴い、2010年3月26日終了。

## テーマ曲

### オープニングテーマ
- 星のカケラ - Yum!Yum!ORANGE（ - 2007年3月）
- COME AGAIN - ムラマサ☆（2008年10月 - 2010年3月）
- 青春に乾杯 - ミッシェル・デルペッシュ（2010年4月 - 、ED兼用）[4]

### エンディングテーマ
- HONEY - CHERRYBLOSSOM（ - 2010年3月）

## 備考
- 矢部担当期、IAT局舎の盛岡駅側全面ガラス張りの部分に、司会の2人の顔写真があしらわれた巨大な番組ポスターが掲げられていた。
- 放送開始当初は、放送中に発表されるキーワードを携帯サイトに入力すると、番組中で紹介した店舗で使用できるクーポンが発行される企画があり、クーポン企画は数か月で終了したが、キーワードはその後もプレゼント応募用として発表された（金曜移行時に終了）。
- 過去には公式サイト上でのWEB投票による「岩手県内のラーメン店ランキング」を実施した。常設化がもくろまれたが、1度きりで終了している。
- 2005年4月頃オープンした公式サイトは「スタッフルーム」などのコーナーが企画され、リンクも用意されていたが、多くのコーナーは「工事中」の状態が続き、2005年10月にサイトがリニューアルされた際に消滅した。なお放送裏話については小山の運営するブログに詳しい。
- 全国高等学校野球選手権岩手大会期間中は当番組を休止し、月曜日から木曜日までと同様に『スーパーJチャンネル』と『IATスーパーJチャンネル』を放送していた。
- 2011年3月11日の放送直前に東北地方太平洋沖地震が発生、特別編成のため放送を休止。それ以降は東日本大震災報道のために『スーパーJチャンネル（ANN・IAT）』に差し替えとなっている。番組は長期休止状態となっていたが、同年4月22日から放送時間を早めて内容を変更して再開した。
- 番組終了後、宮城県仙台市在住だった小山は岩手県一関市に転居。一関コミュニティFMでラジオパーソナリティを務めている。